# جورج سميث (لاعب كريكت بريطاني)
جورج سميث (7 مارس 1906 في المملكة المتحدة - 25 نوفمبر 1989 في المملكة المتحدة) (بالإنجليزية: George Smith)‏ هو لاعب كريكت بريطاني (وحمل سابقاً جنسية المملكة المتحدة لبريطانيا العظمى وأيرلندا). لعب مع نادي مقاطعة ساسكس للكريكت ‏.

## وصلات خارجية
- جورج سميث على موقع إي آس بي آن كريك إنفو (الإنجليزية)